# День гордості Монголії
День гордості Монголії (монг. Монгол бахархалын өдөр) — національне свято в Монголії. Відзначається в перший день зимового місяця за місячним календарем, який щороку припадає на різні дні. День гордості є національним святом Монголії та неробочим днем відповідно до закону «Про загальні свята та знаменні дати».

## Опис
Свято було встановлено в 2012 році урядом країни напередодні 850-річного ювілею від дня народження Чингісхана. Оскільки день народження правителя монголів невідомий, то на підставі висновків робочої групи та пропозиції Академії наук Монголії дата свята була визначена як перший день зимового місяця за традиційним монгольським місячним календарем.
У 2013 році до програми святкування увійшли церемонія шанування національного прапора та Дев'яти великих білих сульде, урочиста хода в костюмах давньої Монголії, Монгольської імперії та сучасних національних костюмах, церемонії запалення державного вогнища, вшанування статуї Чингісхана на площі Чингісхана, вручення Орденів Чингісхана та борцівські змагання.

## Дата свята
Перший день зимового місяця за місячним календарем щороку припадає на різні дні:
- 2012 рік: 14 листопада — 850-а річниця з дня народження Чингісхана
- 2013 рік: 4 листопада — 851-а річниця з дня народження Чингісхана
- 2014 рік: 23 листопада — 852-а річниця з дня народження Чингісхана
- 2015 рік: 12 листопада — 853- я річниця з дня народження Чингісхана
- 2016 рік: 31 жовтня — 854-а річниця з дня народження Чингісхана
- 2017 рік: 19 листопада — 855-річчя народження Чингісхана
- 2018 рік: 8 листопада — 856-та річниця з дня народження Чингісхана
- 2019 рік: 27 листопада — 857-а річниця з дня народження Чингісхана
- 2020 рік: 16 листопада — 858-а річниця з дня народження Чингісхана
- 2021 рік: 5 листопада — 859-а річниця з дня народження Чингісхана
- 2022 рік: 24 листопада — 860-річчя народження Чингісхана
- 2023 рік: 14 листопада — 861-а річниця з дня народження Чингісхана
- 2024 рік: 2 листопада — 862-а річниця з дня народження Чингісхана